# Kumarkhali
Kumarkhali (en bengali : কুমারখালি) est une upazila du Bangladesh dans le district de Kushtia. En 1991, on y dénombrait 269 008 habitants.